# Åkershult
Åkershult var ett säteri i Korsberga socken, Jönköpings län, Småland. 

## Historik
Huvudbyggnaden byggdes troligen 1632 (detta årtal fanns nämligen angivet över ingången) av Nils Joensson Rosenquist af Åkershult. Han hade kommit över gården i början av 1600-talet och blev adlad 1625. Gården ägdes senare av medlemmar av släkterna Bock, Macklies, Strochkirk, Klingström och Troili. År 1827 inköptes den av landshövding Fabian Ulfsparre, som 1834 överlät den till överstelöjtnant F O Reutersvärd. Huvudbyggnaden revs på 1940-talet.